# 산티아고 원더러스

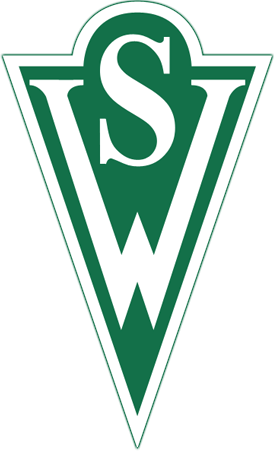

산티아고 원더러스(Santiago Wanderers)는 칠레에 있는 발파라이소를 연고로 하는 축구팀이다. 이 팀은 1892년에 창단하였으며, 현재 칠레 프리메라 디비시온에 참가하고 있다. 또한 칠레에서 가장 오랜 역사를 지닌 축구팀이기도 하다.

## 선수 명단

### 현역
참고: FIFA 자격 규정에 따라 소속된 국가대표팀 국기를 표시합니다. 선수는 복수의 FIFA 비회원국 국적을 가지고 있을 수 있습니다.
| 번호 | 포지션 | 국적 | 이름 |
| ---- | ------ | ---- | ---- |

| 번호 | 포지션 | 국적 | 이름 |
| ---- | ------ | ---- | ---- |

## 역대 감독
| 감독            | 임기        |
| --------------- | ----------- |
| 플러트코 페렌츠 | 1942 ~ 1943 |

## 같이 보기
- 발파라이소